# 羅伊維爾 (肯塔基州)
羅伊維爾（英語：Royville）是位於美國肯塔基州拉塞爾縣的一個非建制地區。

## 地理
羅伊維爾所處的海拔為高於海平面329米（即1079英呎），而該地所採用的時區為UTC-6，即北美中部時區（CST）。同時該地設有夏令時間，為UTC-6調快一小時，即UTC-5（CDT）。